# 신국사상
신국사상(神国思想, しんこくしそう)이란, 자국을 신의 나라(신국)라 여기는 사상으로, 선민 사상의 일종이다. 신정정치가 발생한 지역에서는 모두 볼 수 있는 사상이지만, 특히 일본에서는
1. 신령들의 가호 아래 있는 나라
2. 아마테라스 오미카미의 신손(神孫)인 천황이 통치하는 나라

이상의 두 가지 의미로 나뉜다. 이나마도 고대에는 첫째 의미밖에 없었고, 「신국」이라는 단어 자체도 별로 사용되지 않았다.

## 개요・역사

### 근세 이전
일본에서의 신국사상은 일본을 신의 나라로 파악하고 일본 국토와 그 위에 존재하는 모든 것은 신(가미)들에 의해 만들어지고 지켜지고 있다는 사상이다. 원래는 이자나기 · 이자나미에 의한 국토 창성이나 아마테라스 오미카미를 비롯한 신들의 탄생 등을 골자로 하는 일본 신화를 원류로 하여 농경 의례 등에 연결되는 소박한 신앙에 뿌리를 둔 관념이었으나 일본 국내의 정치적 통일이 진행되고 타국 혹은 타민족에 대한 의식이 싹트면서 일본을 타국보다 우수한 나라라고 하는 주장의 거점이 되어, 항상 배타적인 주장을 지지하는 사상이 되었다. 이것이 일본 역사에 그 모습을 나타내는 것은 중세, 몽고습래라 불리는 사건이 벌어졌던 시대이다. 이러한 국가적인 위기가 일본인들에게 민족의식을 일깨웠고, 나아가 일본의 역사상 무가(武家)와 공가(公家)의 권력 교체기였던 이 시기에, 천황을 정점으로 하는 고대 귀족 체제를 유지하기 위한 이데올로기로서 강조되면서였다.

동시에 두 번째 의미로서의 신국관이 강조된다. 그 대표적인 예로서,
대일본(大日本, 오야마토노쿠니)는 신국(神国, 가미노쿠니)라, 천조(天祖, 아마쓰미오야)로 비롯되어 기틀을 세우고, 태양신(日神, 히노카미)으로부터의 계통(統)을 전하느니라.
우리나라만이 이러한 일이 있으니, 이조(異朝)에는 이러한 일이 없으니, 이것이 '신국'이라 일컫는 까닭이니라.
 — 기타바타케 지카후사(北畠親房)
라고 하는 기타바타케 지카후사의 「신황정통기」의 첫머리를 들 수 있다.

### 근세 이후
오다 노부나가(織田信長), 도요토미 히데요시(豊臣秀吉), 도쿠가와 이에야스(徳川家康)의 이들 이른바 '천하인'(天下人)의 공통된 특징으로서 사후 신격화되었다는 것을 들 수 있다. 오다 노부나가는 스스로를 신이라 했고, 도요토미 히데요시는 도요쿠니 대명신(豊国大明神), 도쿠가와 이에야스는 도쇼 대권현(東照大権現)으로서 모셔졌다. 이에 따라 에도 막부와 일본의 민중 사이에서는 닛코 참배 등을 통해 신국사상이 일반화되었다.
근세 중기에는 조선으로부터 유입된 유교 사상(성리학)과 결합해 미토학(水戸学)이나 사키몬학(崎門学) 등 국수주의 사상을 만들어냈고 유교의 지배적 이데올로기에 대해 전통적인 일본 독자적인 가치를 최상으로 봉건 체제에의 안티테제를 주장한 고쿠가쿠(国学)에 의해 활성화된다. 서구 열강에 대한 개항과 새로운 정치 권력 수립이 주요 화두로 떠올랐던 에도 막부 말기에는 신국사상에 토대한 막부가 아닌 왕실을 정치 권위의 원천으로써 존경해야 한다고 주장하는 존왕론으로 바뀌어 존왕양이(尊王攘夷) 운동의 정치적인 기반을 제공하였고 도막 운동(倒幕運動)의 이데올로기적 버팀목이 되었다. 덧붙여 미토학이나 고쿠가쿠에서는 단순히 통치자인 천황뿐 아니라 그 신민(臣民) 자체도 신령들의 후예라는 생각이 나타나고, 신국사상은 민속으로서의 조상 숭배 와 연결되어 메이지 이후의 경신숭조(敬神崇祖)와 충효일치(忠孝一致)라는 이에(家) 제도의 국가를 지지하는 도덕사상으로서 이어지게 된다.
정치적인 독립과 국민 통합이 강하게 의식되게 된 에도막부 말기의 메이지 유신기에는 고쿠가쿠와 신토가 그 사상적인 배경을 이루며, 제2차 세계대전의 파시즘 체제 하에서는 천황가를 종조(宗祖)라고 하는 가족국가론(家族国家論)이나 팔굉일우론(八紘一宇論)이 그 기초가 되어, 이른바 대동아공영권(大東亜共栄圏)을 내세운  제국주의 일본의 국민 정신 통합 및 통제의 핵으로서 큰 역할을 했다. 이처럼 중세에서 근현대에 걸쳐 대외 관계의 긴장이 높아지거나 위기를 맞았을 때 신국사상은 강조되어 온 것이다.

## 같이 보기
- 일본주의
- 민족중심주의
- 쇼와 국가주의
- 파시즘
- 선민사상